# Comparative Tracking Index

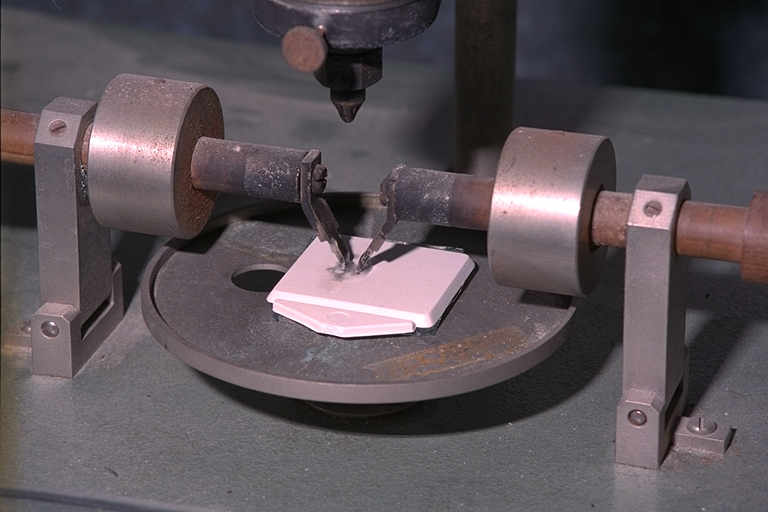
Eina per a mesurar el CTI d'un material aïllant.

L'índex de seguiment comparatiu (amb acrònim anglès CTI) s'utilitza per mesurar les propietats de salt d'arc elèctric (seguiment) d'un material aïllant. Aquesta ruptura elèctrica és una avaria a la superfície d'un material aïllant en què una exposició inicial a la calor de l'arc elèctric carboniza el material. Les zones carbonitzades són més conductores que l'aïllant prístina, augmentant el flux de corrent, donant lloc a una major generació de calor i, finalment, l'aïllament esdevé completament conductor.
Una gran diferència de tensió crea gradualment un camí de fuita conductor a través de la superfície del material formant una pista carbonitzada. El mètode de prova s'especifica a la norma IEC 60112 i ASTM D3638.
El valor CTI s'utilitza per a l'avaluació de la seguretat elèctrica dels aparells elèctrics, com per exemple la realitzada pels laboratoris de proves i certificació. Les distàncies de fuita mínimes requerides sobre un material aïllant entre les peces conductores de l'electricitat dels aparells, especialment entre les peces amb una alta tensió i les peces que poden ser tocades per usuaris humans, depèn del valor CTI de l'aïllant. També per a les distàncies internes en un aparell mantenint les distàncies basades en CTI, es redueix el risc d'incendi.
Com millor sigui l'aïllament, més alt és el CTI (relació positiva). Pel que fa a l'espai lliure, un valor CTI més alt significa una distància mínima de fuga mínima necessària i les dues parts conductores més properes poden estar.
| Índex de seguiment (V) | PLC |
| ---------------------- | --- |
| 600 i més              | 0   |
| 400 a 599              | 1   |
| Del 250 al 399         | 2   |
| Del 175 al 249         | 3   |
| Del 100 al 174         | 4   |
| < 100                  | 5   |

En el disseny de productes mèdics, el CTI es tracta de manera diferent. Els grups de materials es classifiquen com es mostra a continuació, segons IEC 60601-1:2005, estàndard internacional publicat per la Comissió Electrotècnica Internacional (IEC):
| Índex de seguiment comparat (CTI) | Grup de material |
| --------------------------------- | ---------------- |
| 600 ≤ CTI                         | I                |
| 400 ≤ CTI < 600                   | II               |
| 175 ≤ CTI < 400                   | IIIa             |
| 100 ≤ CTI < 175                   | IIIb             |